# Titularbistum Icosium
Icosium war ein Titularbistum der römisch-katholischen Kirche.
Es geht zurück auf einen untergegangenen Bischofssitz in der antiken Stadt Icosium (heute: Algier), die in der römischen Provinz Mauretania Caesariensis im heutigen nördlichen Algerien lag.
Am 10. August 1838 wurde es als Bistum Algier wiederhergestellt und verlor somit den Status als Titularbistum
| Titularbischöfe von Icosium |                           |                                                                                     |                   |                 |
| Nr.                         | Name                      | Amt                                                                                 | von               | bis             |
| 1                           | Manuel Tercero Rozas OESA | Weihbischof in Sevilla (Spanisches Reich)                                           | 26. November 1727 | 4. Juli 1752    |
| 2                           | Aloisio Gandolfi CM       | Apostolischer Delegat in Syrien, Apostolischer Vikar von Aleppo (Osmanisches Reich) | 11. August 1815   | 10. August 1825 |
| 3                           | Eugen von Mazenod OMI     | Weihbischof in Marseille (Königreich Frankreich)                                    | 1. Oktober 1832   | 2. Oktober 1837 |